# Регата Хенли (фильм)
«Регата Хенли» (англ. Henley Regatta) — немой короткометражный фильм Бирта Акреса. Премьера состоялась 17 марта 1897 года. Не сохранился.
Считается первым в мире широкоформатным кинофильмом, снятым на киноплёнку шириной 70-мм. Для демонстрации ролика использовался специально спроектированный кинопроектор Biograph конструкции Германа Каслера (Herman Casler) с размером кадра 51×70 мм.

## Место съемки
Съёмки проводились в Хенли-на-Темзе.